# Загарія Валентин Миколайович
Валентин Миколайович Загарія (нар. 23 травня 1974, Київ) — український юрист, адвокат, засновник та керуючий партнер адвокатського об'єднання «Спенсер і Кауфманн», третій президент Асоціації правників України, перший голова Вищої кваліфікаційно-дисциплінарної комісії адвокатури.
Валентин Загарія є одним з провідних українських експертів у сферах міжнародного приватного права, цивільного права та законодавства про інвестиції. Неодноразово очолював списки найкращих юристів України.

## Біографія
Валентин Загарія народився 23 травня 1974 року у місті Києві. В 1996 закінчив факультет міжнародного права Інституту міжнародних відносин при Київському національному університеті ім. Т.Шевченка.
З 1994 по 2005 працював у юридичних фірмах на посадах від помічника юриста до партнера. Протягом 2005-2006 очолював юридичне управління інвестиційного фонду, а з 2006 є засновником та керуючим партнером Юридичної фірми «Спенсер і Кауфманн» (на даний час — Адвокатське об'єднання «Спенсер і Кауфманн»).
У 2011 був обраний Президентом Асоціації правників України.
У 2011 увійшов до робочої групи з реформування законодавства про адвокатуру та прокуратуру, створеної Президентом. Серед основних завдань робочої групи — підготовка узгоджених пропозицій щодо реформування прокуратури та адвокатури з урахуванням загальновизнаних міжнародних демократичних стандартів, забезпечення виконання зобов'язань України перед Радою Європи.
Того ж року Валентин Загарія очолював робочу групу Асоціації правників України з питань реформування адвокатури та брав активну участь у підготовці єдиної позиції АПУ з питань реформування адвокатури.
З листопада 2012 по липень 2015 — голова Вищої кваліфікаційно-дисциплінарної комісії адвокатури.

## Професійне визнання
- названий одним з п'яти найкращих топ-менеджерів українського юридичного ринку у 2012 році згідно незалежного дослідження «Топ-100. Найкращі топ-менеджери України», яке проводиться бізнес виданням «Інвестгазета»[3];
- переможець у номінації «Юрист — громадський діяч» Всеукраїнського конкурсу на найкраще професійне досягнення «Юрист року — 2012», організованого Союзом юристів України[4];
- названий серед 25 найвідоміших юристів України за версією огляду "Юридичні фірми України 2011″, щорічного видавничого проекту газети «Юридична практика»[5];
- визнаний одним з провідних юристів СНГ у сфері проектного фінансування за версією видавництва Who's Who Legal у 2011 році;
- визнаний одним зі 100 найкращих юристів України за результатами дослідження «Топ 100 найкращих юристів України. Вибір клієнта», яке проводилося видавництвом «Юридична газета» у 2010/2011, 2014/2015 роках;
- переможець 2010 року у номінації «Найкращий партнер юридичної фірми» церемонії нагородження Юридична Премія, яка щорічно вручається видавництвом «Юридична Практика»[6];
- рекомендований як один з найкращих юристів в сфері інвестицій, корпоративного права, нерухомості та земельного права за версією дослідження міжнародного видання BestLawyers 2010 та BestLawyers 2014;
- визнаний одним з найактивніших юристів 2010 року за версією видавництва «Юридична Практика»;
- увійшов до десятки найкращих топ-менеджерів українського юридичного ринку за дослідженням «Топ 100. Найкращі менеджери України» 2009 та 2010 років;
- увійшов до п'ятірки найкращих юристів в сфері інвестицій за результатами дослідження видання «Юридичні фірми України. Довідник для іноземних клієнтів» в 2008 та 2009 роках.

## Членство в організаціях
- Національна асоціація адвокатів України;
- Міжнародна асоціація юристів (IBA);
- Асоціація правників України;
- Юридична комісія при НОК Україниl.